# 撕裂野丁香
撕裂野丁香（学名：Leptodermis scissa）为茜草科野丁香属下的一个种。

## 扩展阅读
- 維基物種上的相關：撕裂野丁香